# Trà Dơn
Trà Dơn is een xã in het district Nam Trà My, een van de districten in de Vietnamese provincie Quảng Nam. Trà Dơn heeft ruim 2700 inwoners op een oppervlakte van 103,7 km².